# Benedict Drechsler
Benedict Drechsler (* 1. August 1651 in Platten; † 16. Februar 1690 in Johanngeorgenstadt) war ein sächsischer Bergverständiger und Chemiker.

## Leben
Der aus dem Erzgebirge stammende Drechsler war der Sohn des evangelischen Schulmeisters und Organisten Georg Conrad Drechsler (1612–1683) und seiner Ehefrau Susanna geb. Schreyer, der Tochter des Ratsherren Hans Schreyer in der böhmischen Bergstadt Platten. Im Kleinkindalter wurde er mit seinen Eltern als Exulant aus dem katholischen Böhmen vertrieben. Seine Familie ließ sich in Johanngeorgenstadt nieder und gehörte zu den Gründern der Stadt.
Von 1680 bis 1684 betrieb Drechsler die Fundgrube nebst Stolln Unverhofft Glück unweit des heutigen Eisstadions bei Johanngeorgenstadt. Gleichzeitig mutete er die Chursachsen Fundgrube. Letztere Grube warf jedoch überhaupt keinen Gewinn ab, sondern erforderte erhebliche Zubuße. Nach dem Tode des Vaters übernahm er 1683 das Elternhaus auf der Kärnergasse 218 in Johanngeorgenstadt.
Drechsler betrieb nicht nur mehrere Bergwerke in Johanngeorgenstadt, sondern auch an der von dort über das Jägerhaus am Ochsenkopf führenden Schneeberger Straße. Zwischen Ochsenkopf und Morgenleithe mutete er das Bergwerk Erzbaum-Christi. Dort entdeckte er den sächsischen Schmirgel, der fortan dem spanischen, schwedischen und englischen vorgezogen wurde.
Johann Georg Krünitz schreibt dazu in seiner Oeconomische Encyclopädie: „Auch der in Sachsen auf dem Ochsenkupferwalde bei dem Jägerhause angetroffene Schmergel dient zum Reinschleifen. Man muß den Schmergel auf einer dicken und glatten Platte von gegossenem Eisen, und mit einem wohlgestählten Hammer ganz fein zerdrücken und fein reiben, durch ein Florsieb sieben, und durch das Schlämmen in Wasser zu dreierlei Sortirungen abtheilen, welche für allerlei Schleifungsarten hinreichend sind.“ ()
Sein gleichnamiger Sohn wurde Goldarbeiter und übernahm die Schwefelhütte im Lehmergrund.